# Gmina Scott (hrabstwo Fayette)

Położenie Gminy Scott w hrabstwie Fayette

Gmina Scott (ang. Scott Township) – gmina w USA, w stanie Iowa, w hrabstwie Fayette. Według danych z 2000 roku gmina miała 266 mieszkańców, a jej powierzchnia wynosi 93,84 km².